# مسجد جامع چهار درخت
مسجد جامع چهار درخت مربوط به اواخر دوره قاجار است و در بیرجند، خیابان شهید مطهری، محله چهار درخت واقع شده و این اثر در تاریخ ۲ شهریور ۱۳۷۸ با شمارهٔ ثبت ۲۴۰۴ به‌عنوان یکی از آثار ملی ایران به ثبت رسیده‌است.
مسجد چهار درخت به عنوان یکی از مساجد معتبر فقط در حد یک شبستان طراحی و ساخته شده‌است.
این مسجد، از جمله مکان‌های مذهبی مهم و مورد توجه مردم بیرجند و از آثار دیدنی استان خراسان جنوبی است. این بنا دارای دو محراب است. بنا بر روایات یک محراب برای نمازگزاران شیعه و دیگری برای اهل سنت در نظر گرفته شده‌است. اما برخی بر این اعتقاد هستند که به دلیل احترام گذاشتن به قبله اول مسلمین یک محراب در مسیر بیت‌المقدس قرار گرفته‌است.